# Спаське сільське поселення (Котельницький район)
Спа́ське сільське поселення (рос. Спасское сельское поселение) — адміністративна одиниця у складі Котельницького району Кіровської області Росії. Адміністративний центр поселення — село Спаське.

## Історія
Станом на 2002 рік на території сучасного поселення існували такі адміністративні одиниці:
- Спаський сільський округ (село Спаське, присілок Бороздіни, Колосови, Мала Шиловщина, Молчановщина, Нижня Мельниця, Сінчата, Слобода, Ямни, Ярушнікови)

Поселення було утворене згідно із законом Кіровської області від 7 грудня 2004 року № 284-ЗО у рамках муніципальної реформи шляхом перетворення Спаського сільського округу.

## Населення
Населення поселення становить 283 особи (2017; 291 у 2016, 312 у 2015, 322 у 2014, 342 у 2013, 342 у 2012, 364 у 2010, 645 у 2002).

## Склад
До складу поселення входять 7 населених пункти:
| Населений пункт          | Населення, осіб (2002) | Населення, осіб (2010) |
| ------------------------ | ---------------------- | ---------------------- |
| Бороздіни, присілок      | 0                      | -                      |
| Колосови, присілок       | 36                     | 22                     |
| Мала Шиловщина, присілок | 14                     | 9                      |
| Молчановщина, присілок   | 2                      | 1                      |
| Нижня Мельниця, присілок | 94                     | 44                     |
| Сінчата, присілок        | 1                      | 0                      |
| Слобода, присілок        | 8                      | 0                      |
| Спаське, село            | 488                    | 288                    |
| Ямни, присілок           | 0                      | -                      |
| Ярушнікови, присілок     | 2                      | -                      |